# Purwadadi (Nusawungu)
Purwadadi is een bestuurslaag in het regentschap Cilacap van de provincie Midden-Java, Indonesië. Purwadadi telt 2041 inwoners (volkstelling 2010).